# Laurence Pithie
Laurence Pithie (* 17. Juli 2002 in Christchurch) ist ein neuseeländischer Radsportler, der auf Straße und Bahn aktiv ist.

## Sportliche Laufbahn
2016 wurde Laurence Pithie neuseeländischer Meister im Crosslauf. Er verlegte seinen sportlichen Schwerpunkt auf den Radsport und wurde 2018 neuseeländischer Jugend-Meister im Einzelzeitfahren. Im Jahr darauf konnte er auf internationaler Ebene im Bahnradsport beeindruckende Erfolge erringen: Bei den Ozeanienmeisterschaften der Junioren gewann er jeweils Silber in Einer- und Mannschaftsverfolgung sowie im Punktefahren, im Scratch belegte er Platz drei. Bei den Junioren-Weltmeisterschaften wurde Pithie Weltmeister im Omnium und mit Kiaan Watts im Zweier-Mannschaftsfahren. Noch im selben Jahr wurde er neuseeländischer Meister der Elite im Kriterium auf der Straße, 2020 holte er die Elite-Titel im Zweier-Mannschaftsfahren sowie in der Mannschaftsverfolgung.
2021 erhielt Pithie einen Vertrag beim Continental Team von Groupama-FDJ. Mit dem Team gewann er im Januar 2021 das Mannschaftszeitfahren das New Zealand Cycle Classic. Später im Jahr entschied er die Gesamtwertung der Baltic Chain Tour für sich, im Jahr darauf die Nachwuchswertung des New Zealand Cycle Classic. Es folgten ein Etappenerfolg bei der Tour de Normandie und der Sieg beim Grand Prix de la ville de Pérenchies.
Im August 2022 wurde bekannt gegeben, dass Pithie zur Saison 2023 zusammen mit sechs weiteren Fahrern vom Nachwuchsteam in das UCI WorldTeam von Groupama-FDJ übernommen wird. Im März gewann er den Grand Prix Cholet-Pays de la Loire, ehe er Anfang des Jahres 2024 mit dem Cadel Evans Great Ocean Road Race ein Eintagesrennen der UCI WorldTour für sich entschied. Bei Paris–Nizza übernahm er am zweiten Etappentag die Gesamtführung, ehe er sie tags drauf wieder abgeben musste. Im Anschluss zeigt er bei den Kopfsteinpflaster-Klassikern auf und wurde Siebter bei Paris–Roubaix. Mit dem Giro d’Italia 2024 gab er sein Grand-Tour-Debüt, konnte jedoch keine Akzente setzten und wurde 103. der Gesamtwertung. Bei den Olympischen Spielen von Paris ging er für Neuseeland im Einzelzeitfahren und Straßenrennen an den Start.
Bereits im August des Jahres 2024 wurde der Wechsel von Pithie zum deutschen UCI WorldTeam Red Bull-Bora-hansgrohe bekanntgegeben. Der damals 22-jährige unterschrieb dabei einen Dreijahresvertrag.

## Diverses
Laurence Pithie war Schüler der Christchurch Boys’ High School, an der Sport eine große Rolle spielt und die schon mehrere erfolgreiche Sportler hervorgebracht hat. 2019 wurde er mit dem Zonta Award für besondere sportliche Leistungen von Schülerinnen und Schülern ausgezeichnet.
2020 wurde Pithie für den Sky Sport Emerging Talent (Nachwuchssportler des Jahres von Neuseeland) nominiert.

## Erfolge

### Bahn
2018
- Ozeanischer Junioren-Meister 2019 – Einerverfolgung
- Ozeanische Junioren-Meisterschaft 2019 – Punktefahren, Mannschaftsverfolgung (mit Reuben Webster, Griffyn Spencer und Conor Shearing)
- Ozeanische Junioren-Meisterschaft 2019 – Scratch

2019
- Junioren-Weltmeister – Omnium, Zweier-Mannschaftsfahren (mit Kiaan Watts)
- Neuseeländischer Junioren-Meister – Omnium, Punktefahren
- Ozeanischer Junioren-Meister 2020 – Omnium, Scratch
- Ozeanische Junioren-Meisterschaften 2020 – Punktefahren, Einerverfolgung

2020
- Neuseeländischer Meister – Zweier-Mannschaftsfahren (mit Thomas Sexton), Mannschaftsverfolgung (mit Hugo Jones, Joshua Scott und Ryan MacLeod)
- Neuseeländischer Junioren-Meister – Zeitfahren, Omnium, Punktefahren, Einerverfolgung, Teamsprint (mit Sebastian Lipp und Matthew Ownsworth)

### Straße
2018
- Neuseeländischer Jugend-Meister – Einzelzeitfahren

2019
- Junioren-Ozeanienmeisterschaft – Einzelzeitfahren
- Neuseeländischer Meister – Kriterium

2021
- eine Etappe (MZF) New Zealand Cycle Classic
- Gesamtwertung, Punktewertung und Nachwuchswertung Baltic Chain Tour

2022
- Nachwuchswertung New Zealand Cycle Classic
- eine Etappe Tour de Normandie
- Grand Prix de la ville de Pérenchies

2023
- Grand Prix Cholet-Pays de la Loire

2024
- Cadel Evans Great Ocean Road Race

## Grand Tour-Platzierungen
| Grand Tour            | 2024 | 2025 |
| --------------------- | ---- | ---- |
| Giro d’ItaliaGiro     | 103  | –    |
| Tour de FranceTour    | –    | 89   |
| Vuelta a EspañaVuelta | –    |      |